# Canon EOS 500D
Canon EOS 500D är en digital systemkamera inom familjen Canon EOS från Canon. Den lanserades 25 mars 2009. I Japan går den under namnet Canon EOS Kiss X3 och i Nordamerika Canon EOS Rebel T1i. Bland konkurrenter kan nämnas Nikon D90. 

## Teknik i urval
- 15 megapixlars CMOS-sensor
- Digic IV-processor
- 3,0 tums bildskärm
- ISO 100–12 800
- Seriebildtagningshastighet på 3,4 bilder per sekund
- Videofilmning i PAL såväl som NTSC-format